# 戴婉瑩
戴婉瑩，GBS，OBE，JP（1950年6月5日—），前任香港申訴專員，丈夫是運輸署前署長霍文(Robert Footman)。
1974年畢業於香港大學法律系，同年加入香港政府任職政務主任。1990年成為首位知識產權署署長。1994年獲委任為司法機構政務長，協助首席法官處理司法機構行政工作。
1999年首次獲委任為申訴專員，2009年3月離任，35年政務生涯告一段落。。